# Бошан (Сома)
Бошан (фр. Beauchamps) насеље је и општина у североисточној Француској у региону Пикардија, у департману Сома која припада префектури Абевил.
По подацима из 2011. године у општини је живело 1043 становника, а густина насељености је износила 144,46 становника/km². Општина се простире на површини од 7,22 km². Налази се на средњој надморској висини од 16 метара (максималној 110 m, а минималној 10 m).

## Демографија
| 1962. | 1968. | 1975. | 1982. | 1990. | 1999. | 2011. |
| ----- | ----- | ----- | ----- | ----- | ----- | ----- |
| 812   | 883   | 900   | 908   | 1.011 | 987   | 1.043 |

График промене броја становника у току последњих година